# Kaiser Manhattan, Dragon e Carolina
La Manhattan è un'autovettura mid-size prodotta dalla Kaiser-Frazer dal 1952 al 1955. Nel 1953 fu lanciata la sua versione economica, la Carolina, che ebbe poco successo a causa della linea, giudicata poco gradevole. Nel 1951, con la retrocessione della DeLuxe a modello base, fu lanciata la Dragon, che si posizionò al vertice della gamma.

## Storia

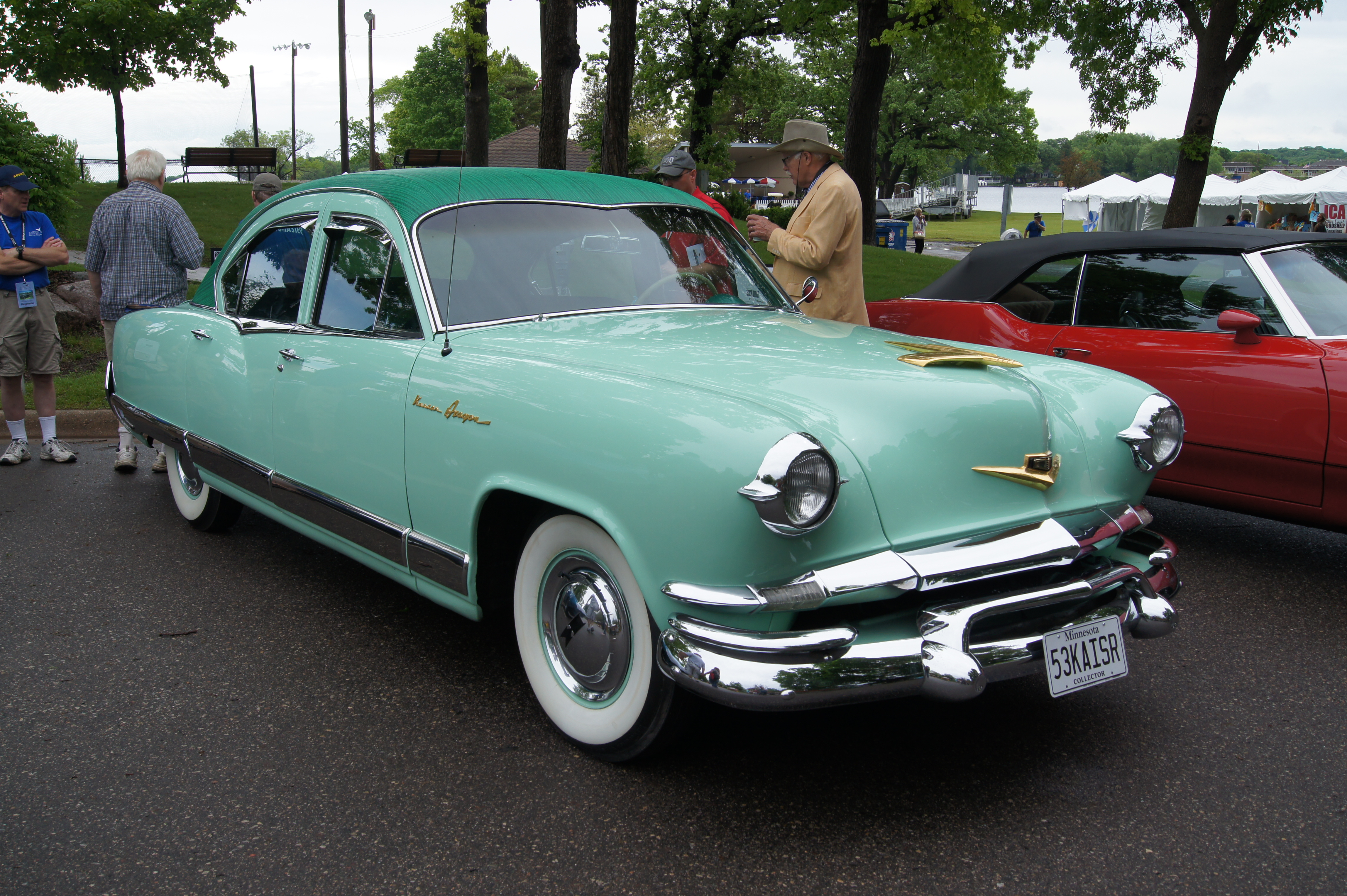
Una Kaiser Dragon del 1953

Nel febbraio del 1951 fu introdotta la Dragon. Questo modello, che rappresentava la vettura al top di gamma, era caratterizzata da un equipaggiamento e da finiture lussuose. Ad esempio, sulla Dragon, le imbottiture erano maggiori ed era installato il cambio automatico. Nel 1952 il ruolo di modello di punta fu preso dalla Manhattan. La Manhattan, per esempio, era dotata di tappetini. Nel 1953 fu lanciata la versione commerciale della Manhattan. Nello stesso anno la Dragon tornò al top della gamma Kaiser. La nuova Dragon era provvista di cambio automatico, vetri oscurati, autoradio con quattro altoparlanti, pneumatici con superficie laterale bianca e aria condizionata.
Nel 1953 fu lanciata la Carolina. Era il modello più economico della gamma, tant'è che era sprovvista di cromature. Fu aspramente criticata per la linea, che venne giudicata sgradevole. Rispetto agli altri modelli, ebbe infatti molto meno successo. Sempre nel 1953 la potenza del motore crebbe a 118 CV e uscirono di produzione sia la Dragon sia la Carolina, che restò quindi sui listini per un solo anno. Nel 1954 debuttò la Manhattan Supercharged. Questo modello era dotato di un motore più potente (140 CV), sovralimentato. La produzione della Manhattan terminò nel 1955.

## Caratteristiche tecniche
I modelli avevano installato un motore a sei cilindri in linea e valvole laterali da 3.707 cm³ di cilindrata. La frizione era monodisco a secco, mentre il cambio era manuale a tre rapporti con leva sul piantone dello sterzo. La trazione era posteriore. Le sospensioni anteriori erano a doppi bracci trasversali con molle elicoidali e barra stabilizzatrice, mentre quelle posteriori erano a balestra. Erano inoltre montati ammortizzatori telescopici. I freni erano idraulici a tamburo. Il telaio era scatolato.